# Tim Albrecht
Tim Albrecht (* 3. Dezember 1992 in Oldenburg) ist ein deutscher Faustballspieler.

## Karriere
Albrecht spielt seit seiner Kindheit beim Ahlhorner SV. Aktuell spielt er dort in der 1. Bundesliga Nord auf der Mittelposition. Nachdem er bereits als Jugendnationalspieler zahlreiche internationale Titel gewonnen hatte, rückte er mit 19 Jahren in den erweiterten Kader der deutschen Herrennationalmannschaft auf. Ein Jahr später gab er sein Debüt im Dress der Nationalmannschaft und wurde für die folgenden World Games 2013 im kolumbianischen Cali nominiert, wo er bei seinem ersten großen internationalen Turnier den Titel gewinnen konnte.
2017 gewann der mit der deutschen Nationalmannschaft erneut die World Games und 2019 wurde er mit ihr Weltmeister in Winterthur.
Bei den Deutschen Meisterschaften gewann er mit dem Ahlhorner SV 2010 die Silbermedaille in Bad Staffelstein sowie zweimal die Bronzemedaille, 2010 in Delmenhorst-Heidkrug und 2013 in Coburg.

## Erfolge
Nationalmannschaft
- 2009: U18-Europameister (Schönberg/Deutschland)
- 2010: U18-Weltmeister (Lloret de Mar/Spanien)
- 2011: U21-Europameister (Ludwigshafen/Deutschland)
- 2012: U21-Europameister (Diepoldsau/Schweiz)
- 2013: World-Games-Sieger (Kolumbien)
- 2013: U21-Europameister (Lázně Bohdaneč/Tschechien)
- 2016: Europameister (Grieskirchen/Österreich)
- 2017: World-Games-Sieger (Wroclav(Breslau)/Polen)
- 2018: Europameister (Adelmannsfelden/Deutschland)
- 2019: Weltmeister (Winterthur/Schweiz)
- 2022: World-Games-Sieger (Birmingham/USA)

Verein
- 2010: 2. Platz Deutsche Meisterschaft (Bad Staffelstein/Halle)
- 2010: 3. Platz Deutsche Meisterschaft (Heidkrug/Feld)
- 2013: 3. Platz Deutsche Meisterschaft (Coburg/Halle)

## Ehrungen
Nach seinem Jugend-Weltmeistertitel wurde er 2011 zum Sportler des Jahres im Landkreis Oldenburg gewählt. Hier wurde er von Lesern der Nordwest-Zeitung mit dieser Ehrung ausgezeichnet.
Am 25. Oktober 2013 wurde er durch Bundespräsident Joachim Gauck für den World-Games-Titel in Kolumbien mit dem Silbernen Lorbeerblatt geehrt, die höchste Auszeichnung für deutsche Sportler. Für den erneuten Gewinn der Worldgames in Wrocław (Breslau) wurde ihm am 13. Oktober 2017 in Berlin zum zweiten Mal das Silberne Lorbeerblatt verliehen. Am 9. September 2022 wurde ihm von Bundespräsident Frank-Walter Steinmeier zum dritten Mal das Silberne Lorbeerblatt verliehen.
Am 30. November 2023 wurde ihm die Niedersächsische Sportmedaille, die höchste sportliche Auszeichnung des Landes Niedersachsen, in der Kategorie "Hohe Sportliche Leistungen"  verliehen.